# Микулинецька міська бібліотека
Микулинецька міська бібліоте́ка-філіа́л — культурно-освітній, інформаційний заклад у смт Микулинці Теребовлянського району, філіал Теребовлянської централізованої бібліотечної системи.
Бібліотеку засновано у 1846 році.
Щорічно бібліотеку відвідують понад 2 тисячі користувачів.
Бібліотека тісно співпрацює з органами місцевого самоврядування, школою, будинком культури, центром туризму та місцевим осередком товариства «Лемківщина». Проводяться масові заходи з відзначення різних пам'ятних дат, державних свят. Працюють клуби за інтересами: «Оберіг», «Віч на віч», краєзнавчий.
Бібліотека розташована за адресою: вул. Поштова, 3, смт Микулинці, 48120, Теребовлянський район, Тернопільська область, Україна.
Режим роботи закладу: з 13.00 до 17.00, вихідний день — понеділок.

## Історія бібліотеки
Першою бібліотекою в Микулинцях була читальня товариства «Просвіти», відкрита у 1890 році.
У 20-30-х роках у містечку також була невелика бібліотека з фондом у 362 книжки польською мовою, за користування якими вносилася плата.
У 1940 році на базі просвітянської читальні відкрито Микульнецьку міську бібліотеку.
У 1944 році, після захоплення Микулинців Червоною Армією бібліотека відновила роботу. Бібліотекарем працювала Яніна Савіцька. В серпні 1973 року на посаду завідувачки Микулинецької міської бібліотеки призначено Максимович Віру Володимирівну, яка очолює заклад по сьогоднішній день.
У 1970 році книжковий фонд бібліотеки становив 36 тисяч томів. У 1972 жителі селища отримали 6830 примірників газет і журналів.
У 1980 році книжковий становив 40 080 примірників книг. Після очищення фонду від застарілих та зношених книг їх кількість зменшилась.
У 2006 році закрито бібліотеку села Воля і фонд 4582 примірників передано до Микулинецької бібліотеки.
На 1 січня 2012 р. становить 27 224 примірників. Населення селища — 3 980 чол. 61.3 % охоплено читанням міською бібліотекою, читаність — 18.6, книго забезпеченість — 7.3., на одного користувача — 12 примірників книг.
У 2011 році в рамках реалізації проекту «Бібліоміст» у відкрито інтернет-центр з безкоштовним доступом до мережі.

## Структура
У бібліотеці працює 4 відділи:
- абонемент для дорослих
- юнацька кафедра
- абонемент для дітей
- читальний зал

## Інформаційні ресурси
Фонд бібліотеки нараховує 27 224 примірники книг української та іноземними мовами, у тому числі 15 350 примірників художньої літератури.
Бібліотека має постійний онлайновий доступ до повнотекстових електронних видань.

## Довідково-бібліогафіний апарат
Довідково-біблографічний апарат бібліотеки:
- алфавітний каталог книг,
- систематичний каталог книг,
- краєзнавча картотека статей,
- систематична картотека статей,
- картотека художніх творів

## Інтернет-центр

Під час відкриття інтернет-центру в Микулинецькій міській бібліотеці

В інтернет-центрі Микулинецької міської бібліотеки

У 2011 році в рамках реалізації програми «Бібліоміст» у Микулинецькій міській бібліотеці відкрито інтернет-центр з організації нових бібліотечних послуг з використанням безкоштовного доступу до мережі Інтернет.
У бібліотеку передали 4 комп'ютери, принтер, сканер, вебкамери та навушники для програми «Скайп».
«Це обладнання допоможе нам збільшити кількість послуг, які надають у нашій бібліотеці, — сказала директор книгозбірні Віра Максимович. — Це, перш за все, пошук інформації з медичної, сільськогосподарської, краєзнавчої тематики, матеріали для школярів, студентів, дистанційне навчання у вищих навчальних закладах. Люди зможуть спілкуватись з рідними, які перебувають за кордоном, за допомогою програми „Скайп“. Ми вдячні райдержадміністрації і райраді, меценатам, які допомогли відремонгувати приміщення, перекрити дах, закупити комп'ютерні столи для нашого центру».
Першими відвідувачами нового інтернет-відділу стали учні Микулинецької загальноосвітньої школи. За словами працівників бібліотеки, поява комп'ютерів, всесвітньої мережі підвищує цікавість до навчання, до книгозбірні, бажання прийти до неї. Під час відкриття відбулась перша інтернет-конференція з Теребовлянською районною бібліотекою.